# Natação no Campeonato Mundial de Esportes Aquáticos de 2011 - 50 m costas feminino
A prova dos 50 metros nado costas feminino da natação no Campeonato Mundial de Esportes Aquáticos de 2011 ocorreu nos dias 27 de julho e 28 de julho no Shanghai Oriental Sports Center  em Xangai.

## Recordes
Antes desta competição, os recordes mundiais e do campeonato nesta prova eram os seguintes:
| Tipo                  | Atleta    | Tempo | Local | Data                |
| --------------------- | --------- | ----- | ----- | ------------------- |
|                       | Zhao Jing | 27.06 | Roma  | 30 de julho de 2009 |
| Recorde do campeonato | Zhao Jing | 27.06 | Roma  | 30 de julho de 2009 |

## Medalhistas
| Ouro                   | Prata              | Bronze               |
| Anastasia Zuyeva (RUS) | Aya Terakawa (JPN) | Missy Franklin (USA) |

## Resultados

### Eliminatórias
57 nadadoras  de 48 nações participaram da prova. As 16 melhores competidoras se classificaram para as semifinais.
| Pos. | Bateria | Raia | Nadadora               | Nacionalidade  | Tempo | Notas |
| ---- | ------- | ---- | ---------------------- | -------------- | ----- | ----- |
| 1    | 6       | 4    | Anastasia Zuyeva       | Rússia         | 28.20 | Q     |
| 2    | 6       | 7    | Zhou Yanxin            | China          | 28.24 | Q     |
| 3    | 8       | 4    | Gao Chang              | China          | 28.27 | Q     |
| 4    | 8       | 5    | Aya Terakawa           | Japão          | 28.34 | Q     |
| 5    | 7       | 8    | Elizabeth Pelton       | Estados Unidos | 28.35 | Q     |
| 6    | 8       | 2    | Missy Franklin         | Estados Unidos | 28.37 | Q     |
| 7    | 7       | 4    | Aleksandra Gerasimenya | Bielorrússia   | 28.38 | Q     |
| 8    | 7       | 5    | Emily Seebohm          | Austrália      | 28.39 | Q     |
| 8    | 8       | 6    | Georgia Davies         | Reino Unido    | 28.39 | Q     |
| 10   | 6       | 2    | Theodora Drakou        | Grécia         | 28.46 | Q,    |
| 10   | 6       | 5    | Mercedes Peris         | Espanha        | 28.46 | Q     |
| 12   | 7       | 3    | Julia Wilkinson        | Canadá         | 28.62 | Q     |
| 13   | 6       | 8    | Ekaterina Avramova     | Bulgária       | 28.66 | Q,    |
| 14   | 8       | 8    | Kseniya Moskvina       | Rússia         | 28.71 | Q     |
| 15   | 8       | 3    | Gemma Spofforth        | Reino Unido    | 28.79 | Q     |
| 16   | 6       | 6    | Jenny Mensing          | Alemanha       | 28.84 | Q     |
| 17   | 7       | 1    | Sinead Russell         | Canadá         | 28.87 |       |
| 18   | 3       | 4    | Mie Nielsen            | Dinamarca      | 28.89 |       |
| 19   | 6       | 3    | Shiho Sakai            | Japão          | 28.89 |       |
| 20   | 7       | 6    | Belinda Hocking        | Austrália      | 28.92 |       |

| Ver o restante da classificação | Ver o restante da classificação | Ver o restante da classificação | Ver o restante da classificação | Ver o restante da classificação | Ver o restante da classificação | Ver o restante da classificação |
| Pos.                            | Bateria                         | Raia                            | Nadadora                        | Nacionalidade                   | Tempo                           | Notas                           |
| ------------------------------- | ------------------------------- | ------------------------------- | ------------------------------- | ------------------------------- | ------------------------------- | ------------------------------- |
| 21                              | 5                               | 3                               | Daryna Zevina                   | Ucrânia                         | 28.99                           |                                 |
| 22                              | 5                               | 6                               | Sanja Jovanović                 | Croácia                         | 29.03                           |                                 |
| 22                              | 5                               | 7                               | Karin Prinsloo                  | África do Sul                   | 29.03                           |                                 |
| 24                              | 7                               | 7                               | Elena Gemo                      | Itália                          | 29.12                           |                                 |
| 25                              | 7                               | 2                               | Etiene Medeiros                 | Brasil                          | 29.16                           |                                 |
| 26                              | 8                               | 7                               | Alina Vats                      | Ucrânia                         | 29.24                           |                                 |
| 27                              | 4                               | 6                               | Isabella Arcila                 | Colômbia                        | 29.27                           |                                 |
| 28                              | 5                               | 2                               | Fabienne Nadarajah              | Áustria                         | 29.29                           |                                 |
| 28                              | 6                               | 1                               | Sviatlana Khakhlova             | Bielorrússia                    | 29.29                           |                                 |
| 30                              | 5                               | 4                               | Simona Baumrtova                | Chéquia                         | 29.37                           |                                 |
| 31                              | 4                               | 8                               | Anni Alitalo                    | Finlândia                       | 29.39                           |                                 |
| 32                              | 5                               | 5                               | Tao Li                          | Singapura                       | 29.40                           |                                 |
| 33                              | 8                               | 1                               | Maria Gonzalez Ramirez          | México                          | 29.45                           |                                 |
| 34                              | 4                               | 4                               | Alicja Tchorz                   | Polónia                         | 29.50                           |                                 |
| 35                              | 5                               | 1                               | Ingibjoerg Kristi Jonsdottir    | Islândia                        | 29.66                           |                                 |
| 36                              | 5                               | 8                               | Hazal Sarikaya                  | Turquia                         | 29.71                           |                                 |
| 37                              | 3                               | 3                               | Cecilia Bertoncello             | Argentina                       | 29.73                           |                                 |
| 38                              | 4                               | 5                               | Yekaterina Rudenko              | Cazaquistão                     | 29.76                           |                                 |
| 39                              | 4                               | 1                               | Kiera Aitken                    | Bermudas                        | 29.78                           |                                 |
| 40                              | 4                               | 3                               | Lau Yin Yan                     | Hong Kong                       | 29.79                           |                                 |
| 41                              | 4                               | 7                               | Sophia Batchelor                | Nova Zelândia                   | 29.90                           |                                 |
| 42                              | 4                               | 2                               | Alana Dillette                  | Bahamas                         | 29.97                           |                                 |
| 43                              | 3                               | 5                               | Kah Chan                        | Malásia                         | 30.22                           |                                 |
| 44                              | 3                               | 2                               | Anna Volchkov                   | Israel                          | 30.59                           |                                 |
| 45                              | 3                               | 6                               | Monica Ramirez Abella           | Andorra                         | 30.66                           |                                 |
| 46                              | 3                               | 7                               | Sylvia Bruhnlehner              | Quênia                          | 32.09                           |                                 |
| 47                              | 2                               | 4                               | Jessika Cossa                   | Moçambique                      | 32.29                           |                                 |
| 48                              | 3                               | 8                               | Anahit Barseghyan               | Armênia                         | 32.49                           |                                 |
| 49                              | 3                               | 1                               | Nicola Muscat                   | Malta                           | 32.62                           |                                 |
| 50                              | 2                               | 5                               | Jade Ashleigh Howard            | Zâmbia                          | 32.91                           |                                 |
| 51                              | 2                               | 3                               | Kiran Khan                      | Paquistão                       | 33.18                           |                                 |
| 52                              | 2                               | 6                               | Angelique Trinquier             | Mónaco                          | 33.19                           |                                 |
| 53                              | 2                               | 2                               | Mareme Faye                     | Senegal                         | 33.43                           |                                 |
| 54                              | 2                               | 7                               | Vitiny Hemthon                  | Camboja                         | 36.57                           |                                 |
| 55                              | 1                               | 3                               | Faleumata Samassekou            | Mali                            | 37.79                           |                                 |
| 56                              | 1                               | 4                               | Gebremedhin Yanet Seyoum        | Etiópia                         | 38.06                           |                                 |
| 57                              | 1                               | 5                               | Antoinette Guedia Mouafo        | Camarões                        | 39.02                           |                                 |

### Semifinal
Estes são os resultados das semifinais. 

#### Semifinal 1
| Pos. | Raia | Nadadora         | Nacionalidade  | Tempo | Notas |
| ---- | ---- | ---------------- | -------------- | ----- | ----- |
| 1    | 2    | Mercedes Peris   | Espanha        | 27.93 | Q     |
| 2    | 7    | Julia Wilkinson  | Canadá         | 28.10 | Q     |
| 3    | 3    | Missy Franklin   | Estados Unidos | 28.14 | Q     |
| 4    | 5    | Aya Terakawa     | Japão          | 28.16 | Q     |
| 5    | 6    | Emily Seebohm    | Austrália      | 28.19 | Q     |
| 6    | 4    | Zhou Yanxin      | China          | 28.44 |       |
| 7    | 1    | Kseniya Moskvina | Rússia         | 28.75 |       |
| 8    | 8    | Jenny Mensing    | Alemanha       | 28.83 |       |

#### Semifinal 2
| Pos. | Raia | Nadadora               | Nacionalidade  | Tempo | Notas            |
| ---- | ---- | ---------------------- | -------------- | ----- | ---------------- |
| 1    | 4    | Anastasia Zuyeva       | Rússia         | 27.88 | Q                |
| 2    | 6    | Aleksandra Gerasimenya | Bielorrússia   | 27.93 | Q                |
| 3    | 5    | Gao Chang              | China          | 28.05 | Q                |
| 4    | 7    | Theodora Drakou        | Grécia         | 28.25 | Recorde nacional |
| 5    | 2    | Georgia Davies         | Reino Unido    | 28.26 |                  |
| 6    | 1    | Ekaterina Avramova     | Bulgária       | 28.64 | Recorde nacional |
| 7    | 8    | Gemma Spofforth        | Reino Unido    | 28.75 |                  |
| 8    | 3    | Elizabeth Pelton       | Estados Unidos | 28.85 |                  |

### Final
Estes são os resultados da final.
| Pos.              | Raia | Nadadora                | Nacionalidade  | Tempo | Notas |
| ----------------- | ---- | ----------------------- | -------------- | ----- | ----- |
| Medalha de ouro   | 4    | Anastasia Zuyeva        | Rússia         | 27.79 |       |
| Medalha de prata  | 1    | Aya Terakawa            | Japão          | 27.93 |       |
| Medalha de bronze | 7    | Missy Franklin          | Estados Unidos | 28.01 |       |
| 4                 | 6    | Gao Chang               | China          | 28.06 |       |
| 5                 | 8    | Emily Seebohm           | Austrália      | 28.07 |       |
| 6                 | 2    | Julia Wilkinson         | Canadá         | 28.09 |       |
| 6                 | 3    | Aliaksandra Herasimenia | Bielorrússia   | 28.09 |       |
| 8                 | 5    | Mercedes Peris Minguet  | Espanha        | 28.42 |       |

Legenda
| Recorde mundial       | Recorde mundial (World record)               |                       | Recorde africano                      | Recorde africano (African) |                                           | Q | Classificado por posição (Qualified) |
| Recorde do campeonato | Recorde do campeonato (Championship record)  | Recorde da América    | Recorde da América (Americas)         | q                          | Classificado por melhor tempo (Qualified) |   |                                      |
| Melhor marca do ano   | Melhor marca do ano (World leading)          | Recorde asiático      | Recorde asiático (Asian)              | DNS                        | Não largou (Did not start)                |   |                                      |
| Recorde nacional      | Recorde nacional (National record)           | Recorde europeu       | Recorde europeu (European)            | DNF                        | Não terminou (Did not finish)             |   |                                      |
| Recorde pessoal       | Recorde pessoal do atleta (Personal best)    | Recorde da Oceania    | Recorde da Oceania (Oceania)          | DSQ / DQ                   | Desclassificado (Disqualified)            |   |                                      |
| Recorde da temporada  | Recorde da temporada do atleta (Season best) | Recorde sul-americano | Recorde sul-americano (South America) | NM                         | Sem marca (No mark)                       |   |                                      |